# Joan Brown
Joan Brown (13 février 1938, San Francisco - 26 octobre 1990, Puttaparthi) est une artiste peintre et sculptrice américaine. Elle est membre de la deuxième génération du Bay Area Figurative Movement, un groupe d'artistes de la région de la baie de San Francisco qui abandonne le travail dans le style dominant de l'expressionnisme abstrait en faveur d'un retour à l'art figuratif dans les années 1950 et années 1960. 

## Biographie
Originaire de Californie, Joan Vivien Beatty est la fille d'un Irlandais issu de la seconde vague d'immigration aux États-Unis et d'une mère native californienne. La vie de famille s'avère tumultueuse entre les problèmes d’alcoolisme et de dépression de ses parents. Elle intègre les écoles catholiques de San Francisco dont la St. Vincent de Paul School, la Paul School et la Presentation High School, ce qui engendre chez elle une répulsion envers l'éducation catholique et la religion. Adolescente, elle feuillette les magazines et réalise des croquis au crayon de toutes les célébrités qu'elle trouve habillées avec raffinement . 
En 1956, juste avant son mariage avec Billy Brown, un camarade de classe, elle tombe gravement malade. C'est au cours de cette période qu'elle s'initie à l'art à travers l'étude d'ouvrages contenant des reproductions de peintures de Rembrandt, Francisco Goya, Diego Velázquez et d'autres maîtres. Une fois rétablie, son mari l'encourage à reprendre ses études et à suivre les cours d'Elmer Bischoff. L'artiste américain devient son instructeur et mentor artistique, il lui conseille notamment de penser davantage à l'art actuel et aux luttes qui accompagnent la production de ses peintures,. 
Joan Brown intègre la California School of Fine Art, devenue l'Institut d'art de San Francisco, et obtient un baccalauréat en beaux-arts en 1959 et une maîtrise en 1960. En 1958, elle est encore étudiante lorsqu’elle présente sa première exposition solo.
En 1962, elle épouse en secondes noces, le sculpteur Manuel Neri après de longues années de collaboration artistique. Ensemble, ils ont un fils, Noel Elmer Neri. Le couple divorce en 1966. En 1968, elle s'unit à l'artiste Gordon Cook. Passionnée de natation, elle participe à des compétitions amateurs, puis à la première Golden Gate Swim ouverte aux femmes dans la baie de San Francisco. En 1975, elle manque de se noyer lors d'une baignade à l'île d'Alcatraz quand un cargo de passage submerge le groupe de nageurs. Ses peintures basées sur cette expérience comprennent notamment l'autoportrait After the Alcatraz Swim # 3.    
Dès la fin des années 1970, Joan Brown s'intéresse de plus en plus à la spiritualité et aux idées du New Age, devenant une adepte de Sathya Sai Baba. Elle réalise un certain nombre de voyages à son ashram à Puttaparthi, en Inde, avant de se retirer de la peinture pour se concentrer sur la sculpture publique. Elle décède dans un accident de construction lors de l'installation d'un obélisque au Musée du patrimoine éternel de Sai Baba en 1990.

## Carrière professionnelle

### L'art de la peinture figurative
À la fin des années 1950, Joan Brown est une artiste reconnue pour l'ensemble de ses contributions dans la région de la baie de San Francisco, devenue un important centre artistique. Elle collabore avec différents artistes afin de populariser les concepts de la peinture figurative, de la culture beatnik et du funk art en Californie. Son style combine des couleurs vives, des dessins parfois caricaturaux et un symbolisme personnel. Influencée par l'enseignement d'Emer Bischoff, de nombreuses peintures de Joan Brown sont directement liées à des événements de sa vie personnelle et à ses passions autres que l'art. En 1960, elle participe au Whitney Annual Show à New York. Âgée de 22 ans, elle est la plus jeune artiste à être exposée lors de cette édition. 
Dès le début des années 1960, l'artiste délaisse l'expressionnisme abstrait pour l'art figuratif. ses peintures commencent à incorporer des couleurs intenses et un éclairage dramatique. Les toiles Portrait of Bob for Bingo (1960) et The Sky Blew Up dans Salinas (1960) sont emblématiques de cette période. Elle s'inspire également des travaux en céramique de Peter Voulkos et des techniques du peintre Frank Lobdell.  
Dès 1963, les peintures de Joan Brown sont centrées sur la vie de son fils, à l'image du tableau Noel’s First Christmas (1963). En 1964, elle démarre en parallèle une carrière dans l'enseignement. En 1965, l'artiste change complètement sa manière de peindre. Elle adopte un style plus intime, détaillé, moins spontané et en noir et blanc.

### Nouvelles inspirations artistiques
À la suite de ses séjours en Inde, ses œuvres s'inspirent des icônes égyptiennes et hindoues. Joan Brown poursuit ses voyages partout dans le monde, produisant des peintures à partir des différentes cultures et expériences qu'elle rencontre. Peu après son mariage avec l'artiste Gordon Cook, elle se réapproprie l'utilisation de la couleur dans ses peintures. Ses œuvres reposent alors sur l'auto réflexion. Elle conserve sa technique de figuration, tout en abordant ses thématiques sous un angle métaphorique. Son amour pour les chats commence à se manifester dans ses toiles. Elle y inclut davantage d'animaux et de symbolisme contrairement à ses projets antérieurs. 
Joan Brown peint de nombreux autoportraits, donnant à sa peinture une orientation encore plus personnelle. Très marquée par les évènements de sa vie, l'émotion perceptible dans ses toiles est un des marqueurs ayant contribué à sa renommée artistique. 
En 1997, une exposition rétrospective, Transformation : The Art of Joan Brown est organisée conjointement par le Berkeley Art Museum et le Oakland Museum, produisant un catalogue complet du travail de l'artiste. Karen Tsujimoto, conservatrice de l'exposition, est également l'auteure de l'ouvrage The Art of Joan Brown.  

### Enseignement
De 1961 à 1969, Joan Brown enseigne la peinture et le dessin à la California School of Fine Arts de San Francisco. À l'été 1964, elle est invitée à donner ses cours à l'Université du Colorado à Boulder, où elle intervient auprès d'étudiants de premier et de deuxième cycle. Elle rejoint également le corps professoral de l'Academy of Art College de San Francisco (1966-1967) et (1971-1973), l'Université de Victoria (1969), au Sacramento State College (1970-1971) et au Mills College d'Oakland (1973). En 1974, Joan Brown rejoint l'université de Californie à Berkeley afin d'y enseigner l'art comme professeure titulaire.

## Distinctions
- Prix James D. Phelan, 1962
- Prix Mademoiselle du mérite, 1963
- Prix Louis Comfort Tiffany, 1965
- Prix Adaline Kent, Institut d'art de San Francisco, 1973
- Bourse nationale de dotation pour les arts, 1976 et 198
- Bourse Guggenheim, 1977
- Docteur honoris causa des beaux-arts, Institut d'art de San Francisco, 1986